# Per Engdahl
Per Claës Sven Edvard Engdahl, né le 25 février 1909 à Jönköping (Suède) et mort le 4 mai 1994 à Malmö, fut le chef de file du néonazisme en Suède, notamment au sein de la Nysvenska rörelsen, organisation fondée en 1941.

## Biographie
Per Engdahl est le fils du major Sven Edvard Engdahl (1877-1958) et de Karin Håkansson (1880-1968). Il se marie en 1937 avec Stina Elna Sofia Berglund (1913-2000). A son décès, il est enterré à l'Östra kyrkogården à Malmö.
Après l'obtention de son studentenexam en 1927 à l'école générale supérieure de Jönköping, il part pour l'université d'Uppsala pour étudier la philosophie, l'économie et l'histoire d'où il sort diplômé en 1930. Il passe une maitrise en sciences politiques en 1935.
Dès 1927, il adhère à l'Organisation Organisation de lutte fasciste de Suède (SFKO) et crée durant ses études une section locale à Uppsala, l'Uppsala fascistiska kampavdelning. Les divergences politiques avec Konrad Hallgren alors chef du parti le font quitter la SFKO, devenue le Parti populaire national-socialiste suédois en 1930. Il forme alors son propre mouvement, l'Union nationale de la nouvelle Suède. Cette organisation se dote en 1932 d'un organe de presse, Vägen Framåt,.
Au sein de son mouvement, il développe l'idéologie de la "néo-suédoisité" marquée par le nationalisme, l'anticommunisme, le corporatisme et l'antisémitisme. Entre autres choses, elle prône l'abolition du parlement suédois et le « Plan Madagascar », une proposition selon laquelle les Juifs d' Europe devraient être déportés vers la colonie française de Madagascar de l'époque. La « nouvelle Suède » présente de grandes similitudes avec le fascisme italien et Engdahl admire le dictateur italien Benito Mussolini; il affirme également avoir été inspiré par Sven Hedin, Rudolf Kjellén et Adrian Molin. Après sa visite en Allemagne nazie en 1933, l'organisation s'inspire de plus en plus du nazisme et Engdahl prône l'unification des différents groupes fascistes et nazis en Suède à cette époque, en insistant sur le fait que cela doit se faire sur la base idéologique de la « néo-suédoisité »,.
En 1937, l'Union nationale de la nouvelle Suède fusionne avec l'ancienne organisation de jeunesse du parti de droite, la Fédération nationale suédoise (SNF), dont Engdahl devient vice-président. La même année, il devient membre de l'Association nationale Suède-Allemagne. Dès octobre 1941, Engdahl quitte toutefois la SNF et fonde une nouvelle organisation, l'Opposition suédoise. Cette organisation prône, entre autres, la collaboration de la Suède avec l'Allemagne nazie lors de la Seconde Guerre mondiale. Plusieurs anciens membres du Parti national-socialiste suédois et du Bloc national-socialiste rejoignent l'Opposition suédoise. Beaucoup plus tard, entre 1980 et 1982, Engdahl revient au SNF, dont il est le président pendant deux ans, avant que le parti ne scissionne à nouveau.

### Engdahl et le nazisme
Avant et pendant la Seconde Guerre mondiale, Engdahl a fait l'éloge d'Adolf Hitler et prenait l'Allemagne nazie en modèle, bien qu'idéologiquement ce fut l'Italie de Mussolini fut le pays qui l'inspira le plus. S'il nia être lui-même nazi, il fit l'éloge de l'Allemagne nazie des années 1930 à la fin de la Seconde Guerre mondiale, notamment dans le livre coécrit avec E.G. Westman Folkresningen i Tyskland  ("La renaissance du peuple en Allemagne") et publié en 1933, et dans le chapitre « Den tyska folkordningen » ("L'ordre national allemand") dans l'ouvrage Det kämpande Tyskland  de 1941. À l'occasion du 55e anniversaire d'Hitler, Engdahl écrivit ainsi dans Vägen Framåt : 

« Nous ne pouvons aujourd'hui que rendre hommage à Adolf Hitler comme un homme envoyé de Dieu pour sauver l'Europe. Et avec tout le zèle inhérent au socialisme néo-suédois, nous agirons pour écraser la judéité, le bolchevisme et la démocratie à l'intérieur des frontières suédoises et créer ainsi les conditions d'un nouvel et meilleur ordre socialiste dans notre patrie [...] Pour nous, les plus suédois des Suédois, il n'y a pas d'autre alternative qu'une victoire allemande dans cette lutte décisive. Nous l'avouons hardiment et sans arrière-pensée. Nous avons choisi notre camp. »
— Vägen Framåt, 23 april 1944
 »
En juillet 1941, il adresse dans une lettre une demande au Premier ministre, plaidant pour la vassalisation de la Suède par rapport à l'Allemagne : 

« La Suède ne peut affirmer politiquement et économiquement ses intérêts autrement qu’en accord et en coopération avec la grande puissance dominante du continent européen. »
— Vägen Framåt, 23 april 1944
 »
Dans cette veine, il écrivit Sverige och det tjugonde århundradet (1934), Sveriges ödesväg genom seklerna mot framtiden (1940), Mussolini (1940), Klockan närmar sig tolv (1941) et Fribytare i folkhemmet (1979). Il a également publié les recueils de poésie Stormsvept (1935) et Fast vinden ligger emot (1937).

### L'après-guerre
Interdit de territoire en Suisse et en Allemagne de l'Ouest, il affirme avoir abandonné l'antisémitisme et avoir changé d'avis sur le nazisme. En Suède, il continue cependant à promouvoir le fascisme, aussi bien suédois qu'international. Il renomme l'Opposition suédoise en 1950 qui devient le Nouveau mouvement suédois (Nysvenska Rörelsen). En mai 1951, bénéficiant de quelques subsides de l'industriel Carl E. Carlsberg, il organise un congrès à Malmö, réunissant une centaine de représentants d'organisations néofascistes d'Allemagne, d'Autriche, de Belgique, de Suisse, de France, d'Italie et du Royaume-Uni. On note ainsi la présence d'Oswald Mosley, d'Ernesto Massi, de Karl-Heinz Priester, de Gaston-Armand Amaudruz, de René Binet et de Maurice Bardèche.
Ce congrès, qui tente de constituer une « Internationale fasciste », donne naissance au Mouvement social européen, à un ouvrage publié en 1950-1951 qui constitue la base théorique de ce "Mouvement de Malmö", Västerlandets förnyelse ("Le renouveau de l'Occident") et à un journal, Nation Europa,.
En tant que dirigeant du MSE, Engdahl aida des criminels de guerre et collaborateurs nazis à s'échapper vers l'Allemagne de l'Ouest, l'Espagne et l'Amérique latine. En 1960, le mouvement de Malmö est accusé d'être à l'origine d'une campagne d'incidents antisémites, ce qu'Engdahl réfute.
En 1979, Engdahl formula une critique de la manière dont le fascisme agissait prescrivait plutôt une stratégie qui consistait, entre autres, à minimiser le concept de race et à diriger les critiques contre l'immigration. Inspirés par ce texte, Sven Davidsson et d'autres fondèrent Bevara Sverige Svenskt (BSS).